# Streblocera levis
Streblocera levis är en stekelart som beskrevs av Granger 1949. Streblocera levis ingår i släktet Streblocera och familjen bracksteklar. Inga underarter finns listade i Catalogue of Life.